# Sent Alari de las Corbas
Sent Alari de las Corbas (en francès Saint-Hilaire-les-Courbes) és un municipi francès situat al departament de la Corresa i a la regió de la Nova Aquitània.

## Demografia
| 1962                                       | 1968 | 1975 | 1982 | 1990 | 1999 | 2007 |
| ------------------------------------------ | ---- | ---- | ---- | ---- | ---- | ---- |
| 276                                        | 328  | 245  | 208  | 180  | 171  | 161  |
| Des de 1962: població sense dobles comptes |      |      |      |      |      |      |

## Administració
| Període | Identitat      | Partit |
| ------- | -------------- | ------ |
| 2001-   | Philippe Jenty |        |